# Alexander Bah
Alexander Hartmann Bah (Årslev, 9 de Dezembro de 1997), é um jogador de futebol profissional dinamarquês que joga como lateral direito no Benfica.

## Início de vida
Nasceu em Årslev, na ilha de Fiónia, Dinamarca, e é descendente de Gambianos. Mais tarde, ele frequentou a educação efterskole no ISI Idrætsefterskole em Ikast, onde também fez aparições pelo Ikast FS local.
Depois de passar pela academia de juniores de Næsby, ele foi promovido ao time titular em 2016 e, mais tarde, representou o HB Køge, também dinamarquês, e passou dois anos no SønderjyskE na Superliga dinamarquesa. Em janeiro de 2021, Bah ingressou no Slavia Praga, onde conquistou a Primeira Liga Tcheca e a Copa Tcheca em 2021 e foi eleito o Defensor da Temporada da Primeira Liga Tcheca em 2022, sendo depois transferido para o Benfica por € 8 milhões.
Depois de representar a Dinamarca em vários níveis juvenis, Bah foi convocado para a seleção internacional completa pela primeira vez em novembro de 2020. Ele marcou em sua estreia internacional contra a Suécia.

## Carreira no clube

### Início de carreira
Começou sua carreira no futebol no clube local Aarslev Boldklub, antes de se mudar para a academia de juniores do FC Fyn. Lá ele jogou até o clube falir em janeiro de 2013. Ele então se mudou para o Næsby Boldklub na primavera de 2013, porque o clube de acordo com Bah "[...] tinha uma boa reputação por desenvolver jovens jogadores". Além disso, seu técnico de juniores, Andreas Bech, também se mudou para Næsby Boldklub, o que também foi um fator significativo na escolha de Bah. Depois de frequentar o ISI Idrætsefterskole em Ikast em 2014–15, ele voltou para Næsby.

### Næsby Boldklub
Fez sua estreia na primeira equipe de Næsby Boldklub na primavera de 2016. Começou no banco nas três primeiras partidas da temporada, onde impressionou como reserva. Ele estreou na quarta rodada da primavera contra o Avarta em 2 de abril de 2016, que Næsby venceu por 4 a 0 em casa na ALPI Arena Næsby, apresentando um forte desempenho. Ele continuou a temporada como titular durante a primavera de 2016, onde fez um total de seis assistências em 16 partidas na 2ª divisão dinamarquesa da terceira divisão.

### Benfica
Em 7 de junho de 2022, Bah assinou um contrato de cinco anos com o Benfica, da Primeira Liga, por uma verba de € 8 milhões, juntando-se ao ex-companheiro de equipe do Slavia Praga, Petar Musa. Ele fez sua estreia pelo clube em 5 de agosto, substituindo Gilberto aos 63 minutos e dando assistência para o gol de Rafa Silva na vitória por 4 a 0 em casa sobre o Arouca na Primeira Liga.

## carreira internacional
Representou a Dinamarca nos sub-20 e sub-21, num total de 2 internacionalizações.
Em 9 de novembro de 2020, foi convocado para a seleção principal de Kasper Hjulmand para o amistoso contra a Suécia devido a vários cancelamentos de, entre outros, jogadores da seleção dinamarquesa que jogam na Inglaterra, devido às restrições do COVID-19, bem como um caso de COVID-19 no plantel, que colocou vários jogadores da seleção nacional em quarentena. Ele entrou como reserva no intervalo durante a partida contra a Suécia e marcou o gol final na vitória por 2 a 0 no Brøndby Stadium em sua partida de estreia, em 11 de novembro de 2020.

## Estilo de jogo
Conhecido principalmente por sua velocidade, energia e capacidade ofensiva, além de sua técnica, criatividade e capacidade de cruzamento. Ele é capaz de jogar como lateral ou lateral na lateral direita. É um jogador agressivo, que ataca os espaços e busca quebrar bloqueios profundos com passes certeiros, capaz de receber um passe da lateral e encontrar a marca do pênalti com um cruzamento certeiro para permitir a conversão do companheiro.
- Atualizado até match played 11 November 2020

Scores and results list Denmark's goal tally first, score column indicates score after each Bah goal.
| Nº | Encontro               | Local                                     | Boné | Oponente | Pontuação | Resultado | Concorrência |
| -- | ---------------------- | ----------------------------------------- | ---- | -------- | --------- | --------- | ------------ |
| 1  | 11 de novembro de 2020 | Estádio Brøndby, Brøndbyvester, Dinamarca | 1    | Suécia   | 2–0       | 2–0       | Amigáveis    |

## Honras
Benfica
- Primeira Liga: 2022–23
- Supertaça Cândido de Oliveira: 2023
- Taça da Liga: 2024–25

Individual
- Talento do Ano da 1ª Divisão Dinamarquesa : 2017[7]
- Defensor da temporada da Primeira Liga Tcheca : 2022[7]